# 손등 (동오)
오 선태자 손등(吳 宣太子 孫登, 209년 ~ 241년)은 동오의 황태자로, 자는 자고(子高)이다. 손권의 장남이다.

## 생애
221년, 위 문제 조비가 손권을 오왕(吳王)에 임명할 때 손등은 동중랑장·만호후(東中郞將·萬戶侯)에 봉해졌으나 사양했다. 그러나 곧 세자로 임명되고 그의 곁에 손등의 또래인 제갈각·장휴·고담·진표 등의 명문가 출신의 사부(師傅)가 두어져 손등의 빈객이자 친구 역할을 하며, 함께 사서를 익히고 무예를 닦았다.
229년, 손권이 황제를 칭하자 손등은 황태자에 봉해졌다. 사부들은 각자 높은 관직에 올라 사우(四友)로 불리었고, 사경(謝景)·범신(范愼)·조현(刁玄)·양도(羊衜) 등이 손등의 빈객으로 들어갔다. 수도가 건업으로 옮겨지자, 손등은 상대장군 육손과 함께 무창을 지켰다. 234년에는 손권이 신성(新城)으로 출정할 때 국사를 손등에게 전권 위임하였다. 손등은 성정이 바르고 지혜가 뛰어나며 덕이 있어 많은 일화들이 있는데, 이 때문에 손권이 총애하고 많은 이들이 손등을 존경했다.
손등은 241년 33세의 나이로 요절했다. 임종하기 전에 상소를 올려 아우 손화를 태자로 천거하고, 또 제갈각·장휴·고담·사경·범신·양도·조현·화융(華融)·배흠(裴欽)·장수(蔣脩)·우번을 임용하기를 바랐으며, 이미 관직에 오른 육손·제갈근·보즐·주연·전종·주거·여대·오찬·감택·엄준·장승·손이를 충성스럽고 훌륭한 신하로 일컬었다. 손등은 평소 총명하고 효성이 깊어, 손등 사후 손권이 손등 얘기를 들을 때마다 눈물을 흘렸다고 한다.

## 손등의 친족관계
※손강 · 손정의 계보는 각 항목을 참조할 것.

## 같이 보기
- 삼국지 인물 목록